# Þjóðvegur 41
De Þjóðvegur 41 (Nationale weg 41) of Reykjanesbraut is een nationale weg in IJsland, die de hoofdstad Reykjavik met de Luchthaven Keflavík verbindt. Dit is de enige weg in IJsland dit aan de kenmerken van een autosnelweg voldoet. In Reykjavik heeft de weg gescheiden rijbanen, ongelijkvloerse kruisingen en vluchtstroken. Toch is de weg officieel geen autosnelweg.

## Geschiedenis
De weg is in 1912 geopend als onverharde weg. In 1965 werd de weg verhard. Veertig jaar later was het verkeer op de weg enorm toegenomen. Daarom werd in 2003 begonnen aan de verbreding van de weg naar vierstrooksweg met gescheiden rijbanen. Na enige vertraging is dit project in 2008 voltooid.